# Ocnogyna atlanticum
Ocnogyna atlanticum är en fjärilsart som beskrevs av H. Lucas 1853. Ocnogyna atlanticum ingår i släktet Ocnogyna och familjen björnspinnare. Inga underarter finns listade i Catalogue of Life.